# فرشاد فلاحت زاده
فرشاد فلاحت زاده (بالفارسية: فرشاد فلاحت زاده) (21 مارس 1967) هو لاعب كرة قدم إيراني سابق. لعب لعدد من الأندية أبرزها نادي الاستقلال وايضاً لعب مع منتخب إيران لكرة القدم.

## روابط خارجية
- فرشاد فلاحت زاده على موقع الاتحاد الدولي (مؤرشف)  (الإنجليزية)
- فرشاد فلاحت زاده على موقع قاعدة بيانات كرة القدم.إي يو (الإنجليزية)
- فرشاد فلاحت زاده على موقع ناشيونال فوتبول تيمز (الإنجليزية)
- فرشاد فلاحت زاده على موقع عالم كرة القدم.نت (الإنجليزية)